# 앨리슨 브리
앨리슨 브리 셔머혼(Alison Brie Schermerhorn, 1982년 12월 29일 ~ )는 미국의 배우이며, 직업상으로는 엘리슨 브리라고 알려져있다. 그녀는 NBC와 야후의 시트콤인 《커뮤니티》의 애니 에디슨 역과 AMC의 드라마 《매드맨》의 트러디 캠벨 역으로 잘 알려져있다. 또한 그녀는 《스크림 4G》, 《5년째 약혼중》, 《레고 무비》와 같은 영화들에도 출연하였다.

## 젊은 시절
브리는 캘리포니아주 할리우드에서 태어났다. 어머니 조앤은 파라로스니뇨스(Para los Niños)라는 비영리 탁아 단체에서 일하고 있고, 아버지 찰스 테리 셔머혼은 뮤지션이자 프리랜서 엔터테이먼트 리포터이다.
브리의 어머니는 유대인이고 아버지는 네덜란드, 스코틀랜드, 아일랜드인 혈통이다. 브리는 부모님이 이혼 한동안 자랐다고 말했고, 그녀는 가끔 아버지와 함께 자아실현 동지회 계통인 "기독교와 힌두교가 혼합된 교회"를 간다고 했으며, 반면에 그녀의 어머니는 "우리가 항상 유대인임을 알게 해주셨다"라고 말했다.
그녀는 남부 캘리포니아에 있는 유대인 센터의 무대 위에서 연기 경력을 시작하였다. 그녀는 2005년에 캘리포니아 인스티튜트 오브 디 아츠를 학부생으로 졸업하였다. 먼저 영화 배우가 되기 위해서, 브리는 생일 파티에 광대로서 일했고 캘리포니아 극장에서 연기를 하였다. 잠시 동안, 그녀는 스코틀랜드에 있는 스코틀랜드 왕립 예술 아카데미에서 공부를 하기도 하였다.

## 배우 경력

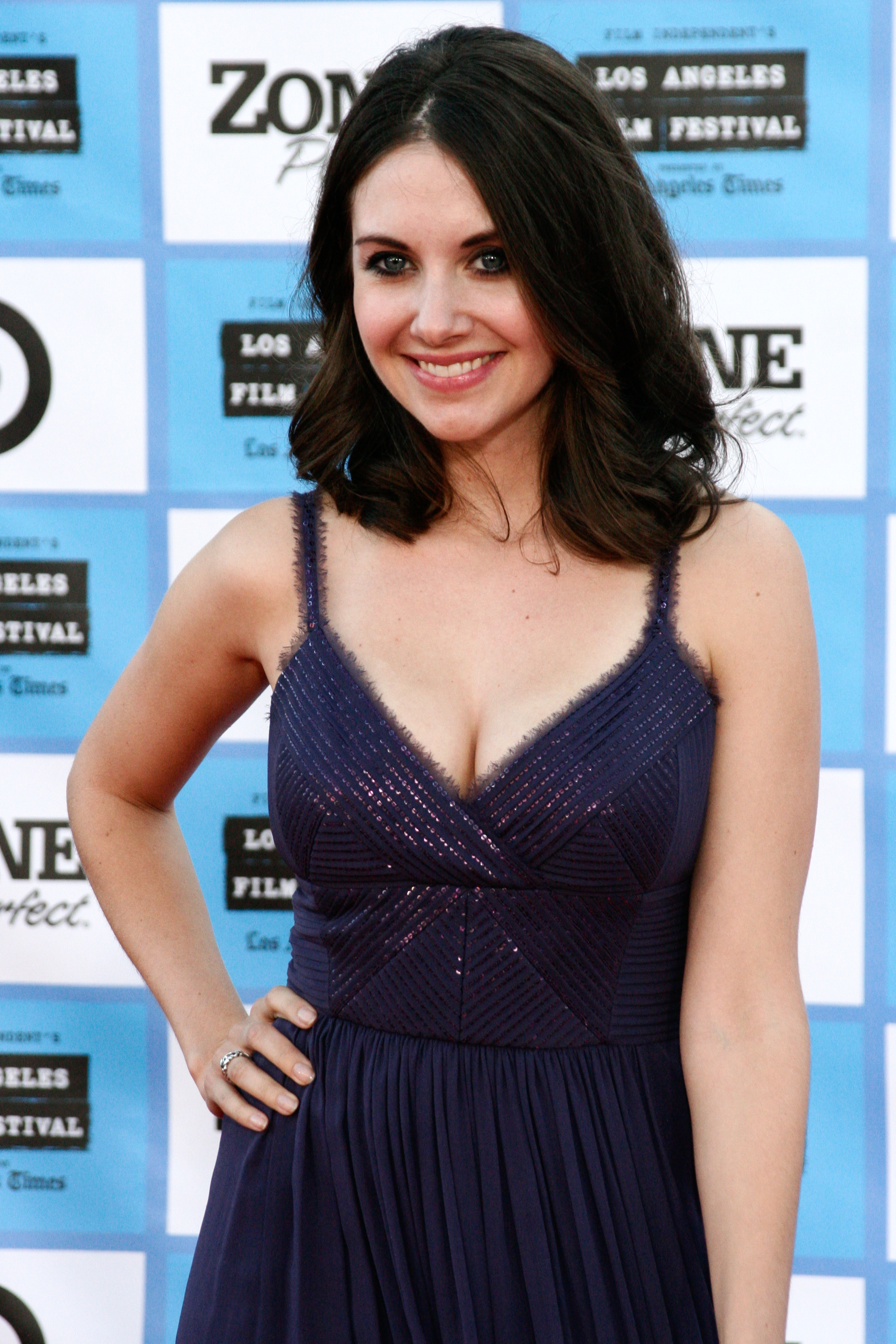
2009년 로스앤젤레스 영화제에서 앨리슨 브리.

그녀의 첫 TV 프로그램에서의 역할은 《한나 몬타나》에 나오는 초보 미용사였다. 그녀는 인터넷 드라마 《마이 알리바이》에 출연하였고, 《매드 맨》에 트러디 캠벨역에 발탁되었다. 2009년 이후로, 그녀는 NBC의 시트콤 《커뮤니티》에 애니 에디슨 역으로 출연하고 있다. 2010년 4월에 그녀는 《어택 오브 더 스노우!》의 에피소드 한 편에 공동 호스트로서 출연했고 《웹 수프》 잠시 출연하였다. 그녀는 2010년 영화 《몬타나 아마존》에 출연하였다. 그녀는 맥심 잡지사에서 선정하는 2010년 가장 핫한 인물 100위중에 99위에 선정되었고, 2011년에는 49위에 올랐다. 그녀는 2013년 FHM 독자들이 선정한 "세계에서 가장 섹시한 여성 100인" 56위에 올랐다. 그녀는 또한 2014년에 AskMen 독자들이 선정한 가장 섹시한 여성 2위에 올랐다.
브리는 몇몇 대형 영화에도 출연했었다. 그녀는 2011년 공포 영화 《스크림 4G》에 시드니 프레스콧의 조수로 주연을 맡았고, 2012년 코미디 영화 《5년째 약혼중》에도 출연하였다. 그녀는 《레고 무비》에서 유니키티의 성우를 맡았고, 장편 어덜트 애니메이션 《아메리칸 대드!》의 한 에피소드에서 한 인물의 성우를 맡을 예정이며, 시즌 10의 한편 중으로 방송되었다. 2015년에 그녀는 제이슨 서데이키스와 함께 레슬리 헤드랜드의 로맨틱 코미디 영화 《슬리핑 위드 아더 피플》에 출연했고, 《겟 하드》에서 윌 페럴의 극중 약혼자 역을 연기했다.
2014년 6월, 브리는 8월 22일에 첫 방송하는 넷플릭스의 보잭 홀스맨 시리즈에 캐스팅되었다.

## 사생활
브리는 2012년 이후로 데이브 프랭코와 연애중이며, 2015년 8월 25일 둘은 약혼을 했다. 2017년 3월 13일 두 커플의 대변인은 그들이 비공개 결혼식을 가졌다고 밝혔다.

## 출연 작품

### 영화
| 연도   | 제목                              | 배역                | 참고                  |
| ------ | --------------------------------- | ------------------- | --------------------- |
| 2004년 | Stolen Poem                       | Alice               | 단편 영화             |
| 2007년 | Dickie Smalls: From Shame to Fame | 므야                |                       |
| 2007년 | Born                              | 메리 엘리자베스     |                       |
| 2008년 | Salvation, Texas                  | 리사 솔터           | 단편 영화             |
| 2008년 | 파라솜니아                        | 다시                |                       |
| 2008년 | 커버업                            | 그레이스            |                       |
| 2008년 | Buddy 'n' Andy                    | 미셸                | 단편 영화             |
| 2009년 | Us One Night                      | 앨리슨              | 단편 영화             |
| 2010년 | The Home Front                    | 해나                | 단편 영화             |
| 2010년 | 래즈베리 매직                     | 브래들리 양         |                       |
| 2010년 | 몬타나 아마존                     | 엘라                |                       |
| 2011년 | 스크림 4G                         | 리베카 월터스       |                       |
| 2012년 | 세이브 더 데이트                  | 베스                |                       |
| 2012년 | 5년째 약혼중                      | 수지 반스일라이휴어 |                       |
| 2012년 | Misadventures of the Dunderheads  | 엘라                |                       |
| 2013년 | 킹 오브 썸머                      | 헤더 토이           |                       |
| 2014년 | 레고 무비                         | 유니키티            | 목소리 출연           |
| 2015년 | 서치 파티                         | 엘리자베스          |                       |
| 2015년 | 슬리핑 위드 아더 피플             | 레이니              |                       |
| 2015년 | 겟 하드                           | 앨리사 배로우       |                       |
| 2015년 | 노 스트레인저 댄 러브             | 루시 세링턴         |                       |
| 2016년 | 조쉬                              | 레이첼              |                       |
| 2016년 | 싱글로 사는 법                    | 루시                |                       |
| 2016년 | 겟 어 잡                          | 타냐 셀러스         |                       |
| 2016년 | 어 패밀리 맨                      | 린 보글             |                       |
| 2017년 | 더 리틀 아워즈                    | 앨리샌드라          |                       |
| 2017년 | 디재스터 아티스트                 | 앰버                |                       |
| 2017년 | 더 포스트                         | 랠리 그레이엄       |                       |
| 2019년 | 레고 무비 2                       | 유니키티            | 목소리 출연           |
| 2020년 | 더 렌탈: 소리없는 감시자          | 미쉘                |                       |
| 2020년 | 프라미싱 영 우먼                  | 매디슨              |                       |
| 2020년 | 크리스마스에는 행복이             | 슬론                |                       |
| 2020년 | 호스 걸                           | 사라                | 각본 및 제작에도 참여 |

### TV
| 연도           | 배역                         | 역할                                       | 참고                                                                |
| -------------- | ---------------------------- | ------------------------------------------ | ------------------------------------------------------------------- |
| 2006년         | 한나 몬타나                  | 니나                                       | 에피소드: "It's My Party and I'll Lie if I Want To"                 |
| 2007년         | Not Another High School Show | 머피                                       | TV 영화                                                             |
| 2007년– 2015년 | 매드 맨                      | 거트루드 "트루디" 캠벨                     | 36편의 에피소드 미국 배우 조합상-드라마 부문 최우수 앙상블상 (2009) |
| 2008년         | The Deadliest Lesson         | 앰버                                       | TV 영화                                                             |
| 2009년– 2015년 | 커뮤니티                     | 애니 애디슨                                | 후보-비평가 선정 텔레비전 시상식-코미디 여우조연상 (2012)           |
| 2011년         | 로봇 치킨                    | 마르타 스튜어트 / Vampire Lifeguard (성우) | 에피소드: "The Godfather of the Bride 2"                            |
| 2012년         | NTSF:SD:SUV::                | 조아니                                     | 에피소드: "Sabbath-tage"                                            |
| 2012년         | 아메리칸 대드!               | 린지 (목소리 출연)                         | 에피소드: "Adventures in Hayleysitting"                             |
| 2013년         | High School USA!             | 미스 템플 (목소리 출연)                    | 에피소드: "Choices"                                                 |
| 2013년         | Axe Cop                      | Best Fairy Ever (목소리 출연)              | 에피소드: "The Dumb List"                                           |
| 2014년         | Comedy Bang! Bang!           | 앨리슨 브리                                | 에피소드: "Alison Brie Wears a Black Mesh Top & Mini-Skirt"         |
| 2014년-현재    | 보잭 홀스맨                  | 다이앤 응우엔 / 그외 다양한 역할 (목소리)  | 37편                                                                |
| 2016년         | 티처스                       | 로런 라크                                  | 에피소드: "Pilot"; 또한 책임 프로듀서로도 참여                      |
| 2016년         | 닥터 스론                    | 마사 던스테이블                            | 3편                                                                 |
| 2017년         | 닥터 켄                      | 본인 역                                    | 에피소드: "Ken's Big Audition"                                      |
| 2017년-현재    | 글로우: 레슬링 여인 천하     | 루스                                       | 주연, 30편                                                          |
| 2018           | WWE 스맥다운                 | 본인 역                                    | 에피소드: "The Road to WWE Extreme Rules 2018 Begins"               |
| 2019           | 드렁큰 히스토리              | Thea Spyer                                 | 에피소드: "Love"                                                    |

### 인터넷
| 연도   | 제목                     | 역할        | 참고                                  |
| ------ | ------------------------ | ----------- | ------------------------------------- |
| 2008년 | My Alibi                 | 리베카 풀러 | 14편의 에피소드                       |
| 2009년 | Hot Sluts                | 앰버        | 5편의 에피소드                        |
| 2011년 | CollegeHumor Originals   | 애니 에디슨 | 에피소드: "Save Greendale"            |
| 2012년 | Sketchy                  | 멕          | 에피소드: "You Got Retweeted"         |
| 2013년 | The ArScheerio Paul Show | 마돈나      | 에피소드: "Madonna & Rosie O'Donnell" |

### 비디오 게임
| 연도 | 제목                   | 역할        |
| ---- | ---------------------- | ----------- |
| 2015 | 레고 디멘션즈          | 유니키티    |
| 2016 | 마블 어벤저스 아카데미 | 블랙 위도우 |

### 뮤직 비디오
| 연도 | 제목     | 아티스트 | 역할    | 각주 |
| ---- | -------- | -------- | ------- | ---- |
| 2018 | "Colors" | 벡       | 본인 역 |      |

## 수상 및 후보
| 연도 | 단체                       | 부문                                       | 출연작                   | 결과 | 각주                        |
| ---- | -------------------------- | ------------------------------------------ | ------------------------ | ---- | --------------------------- |
| 2009 | 미국 배우 조합상           | 미국 배우 조합상 드라마 부문 앙상블 연기상 | 매드맨                   | 수상 |                             |
| 2012 | 크리틱스 초이스 텔레비전상 | 코미디 부문 여우조연상                     | 커뮤니티                 | 후보 |                             |
| 2018 | 크리틱스 초이스 텔레비전상 | 코미디 부문 여우주연상                     | 글로우: 레슬링 여인 천하 | 후보 |                             |
| 2018 | 새틀라이트상               | 텔레비전 부문 뮤지컬 코미디 여우주연상     | 글로우: 레슬링 여인 천하 | 미정 |                             |
| 2018 | 골든 글로브상              | 텔레비전 부문 뮤지컬 코미디 여우주연상     | 글로우: 레슬링 여인 천하 | 후보 | [ 33 ] [ 34 ] [ 35 ] [ 36 ] |
| 2018 | 미국 배우 조합상           | 코미디 부문 여배우 연기상                  | 글로우: 레슬링 여인 천하 | 후보 |                             |
| 2018 | 미국 배우 조합상           | 코미디 부문 앙상블 연기상                  | 글로우: 레슬링 여인 천하 | 후보 |                             |